# Carl Forssell
Carl Otto Forssell (Stoccolma, 25 ottobre 1917 – Ängelholm, 28 novembre 2005) è stato uno schermidore svedese, vincitore di una medaglia d'argento ed una di bronzo nella scherma ai giochi olimpici.